# Helixnebulosan

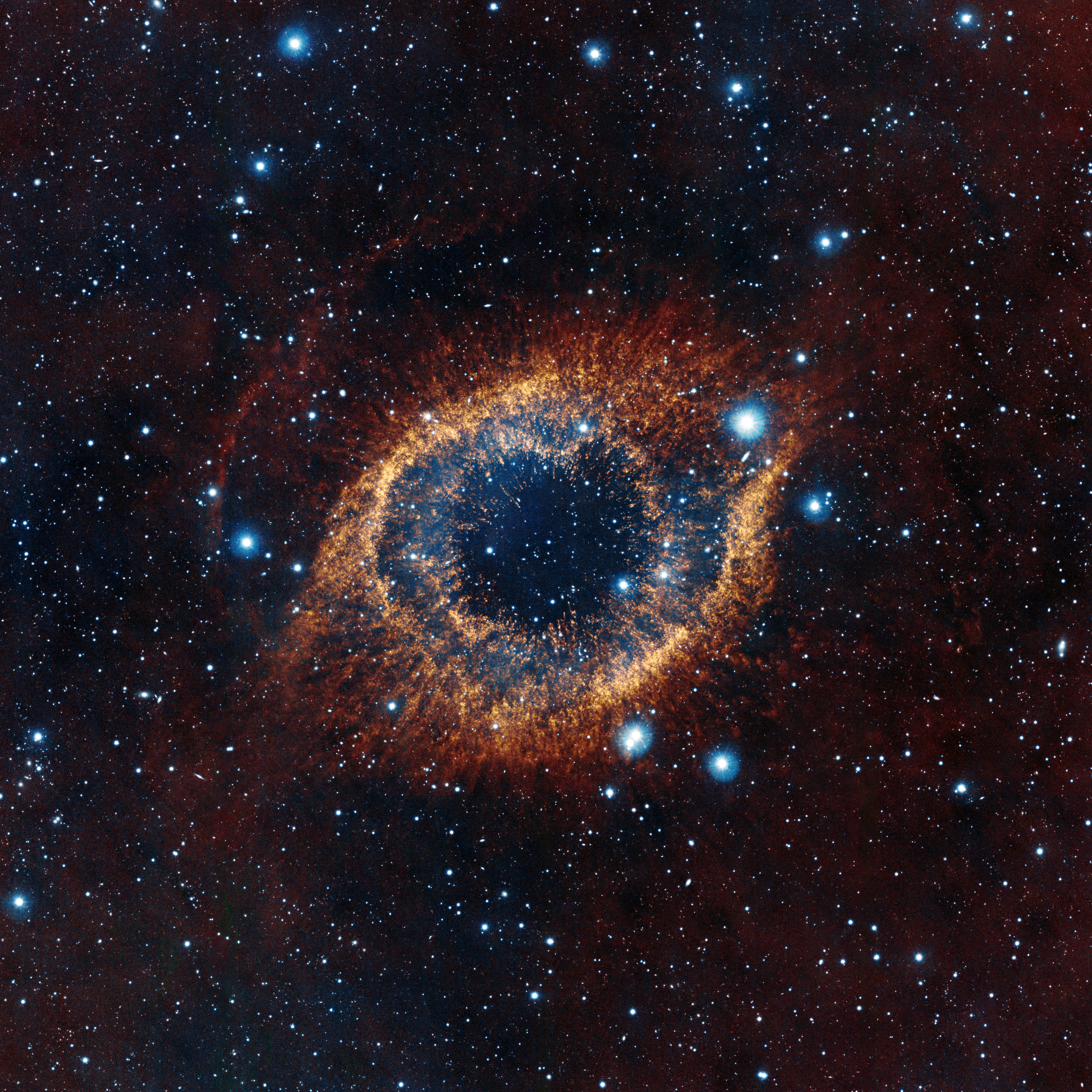
NGC 7293 i infrarött med VISTA-teleskopet

Helixnebulosan, också känd som Helix och NGC 7293, är en stor planetarisk nebulosa i stjärnbilden Vattumannen.
Den upptäcktes av Karl Ludwig Harding, troligtvis före 1824 och är ett av de objekt som är närmast jorden bland de planetariska nebulosorna. Det uppskattade avståndet är ungefär 700 ljusår.
Helixnebulosan är snarlik Ringnebulosan och Hantelnebulosan, men har på grund av den vinkel vi betraktar den i fått smeknamnet ”Eye of God” (Guds öga).
Excitationstemperaturen varierar i nebulosan, från 1800 kelvin i de inre regionerna av nebulosan till ungefär 900 kelvin i de yttre.